# Baby's Got a Temper
Baby's Got a Temper је четрнаести сингл британског бенда The Prodigy. То је био други сингл који не припада ни једном албуму, и први који је издат без Лироја Торнхила који је у међувремену напустио групу. Прво издање појавило се у облику 12" винил плоче 1. јула 2002. године, након пет година паузе од издања The Fat of the Land.
Четири дана након изласка сингла појављује се и видео-спот, чија је TV премијера била на MTV2. Спот у коме бенд уживо свира пред публиком коју чине краве први пут је приказан у 9:00, да би након тога био нон-стоп пуштан од 0:00 до 6:00. Спот је заснован на Лијамовом сну у коме он свира пред крдом говеда, сниман у Прагу, а режирао га је Трактор (Traktor). Песму је написао споредни бенд Кита Флинта — Flint, а на њој је поново гостовао Џим Дејвис. Хаулет је урадио музику и продукцију. Поново је песма изазвала контроверзе јер се у њој спомиње такозвана "принудни секс" дрога — Rohypnol, иако остаје нејасно да ли бенд глорификује дрогу, или је представља у негативном светлу. Песма Baby's Got a Temper је наишла на углавном негативне оцене, а након неког времена је се и Лијам Хаулет делимично одрекао.

## Списак песама

### XL recordings

#### 12" винил плоча
A1. Baby's Got a Temper (Main Mix) (4:24) (written by Liam Howlett, Keith Flint, Kieron Pepper and Tony Howlett)
A2. Baby's Got a Temper (Dub Mix) (5:28)
B1. Baby's Got a Temper (Instrumental) (4:24)
B2. Baby's Got a Temper (Acapella)

#### CD сингл
1. Baby's Got a Temper (Main Mix) (4:24)
2. Baby's Got a Temper (Dub Mix) (5:58)
3. Baby's Got a Temper (Instrumental) (4:24)

### Maverick records CD сингл
1. Baby's Got a Temper (Main Mix) (4:24)
2. Baby's Got a Temper (Dub Mix) (5:28)
3. Baby's Got a Temper (Instrumental) (4:23)
4. Baby's Got a Temper (Acapella)

## Цитати и извори
1. ↑  Nekozine, интернет магазин (интервју је вођен 17. децембра 2003, а објављен 7. јануара 2004) Интервју је водила новинарка Андреа Шнеф (Andrea Schnepf). (веза)